# Franciszek Fiedler

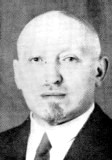
Franciszek Fiedler

Franciszek Fiedler (eigentlich: Efroim Truskier; Pseudonyme: Berent, Dżek, Leon Markiewicz, A. Szwarc, Keller, Winkler; * 12. September 1880 in Warschau; † 27. November 1956 ebenda) war ein polnischer Politiker und Historiker. Er war Professor an der Warschauer Universität, Mitglied der Polnischen Akademie der Wissenschaften, Abgeordneter des Sejm und Mitglied des ZK der KPP, der PPR bzw. der PVAP.

## Leben
Fiedler entstammte einer wohlhabenden jüdischen Bürgerfamilie, Bourgeoisie. Nach Abschluss der Matura 1898 an einem Warschauer Gymnasium begann er im Jahr 1900 ein Studium der Geschichte an der Universität Berlin. 1901 wurde er aus politischen Gründen aus Deutschland ausgewiesen, in Warschau verhaftet und in der Warschauer Zitadelle festgehalten. Von 1903 bis 1905 sowie von 1906 bis 1909 setzte er sein Studium an der Universität Zürich fort.
1905 schloss Fiedler sich der Sozialdemokratie des Königreichs Polen und Litauens (Socjaldemokracja Królestwa Polskiego i Litwy, SDKPiL) an und nahm an der Revolution von 1905 teil. Er war Mitarbeiter in der Gewerkschaftsabteilung der SDKPiL sowie im Ausschuss der Sozialdemokratischen Gewerkschaften. Er arbeitete für die Warschauer Zeitung Trybuna (dt. „Tribüne“) und war Mitbegründer der Zeitschrift Młot (dt. „Hammer“). 1911/1912 war Fiedler im Gefängnis. Später war er Redakteur der Zeitung Nasza Trybuna (dt. Unsere Tribüne) in St. Petersburg. 1915 verbrachte er zur Behandlung seiner Lungenerkrankung einige Zeit in Italien. Seit 1916 gehörte er dem Hauptvorstand der SDKPiL an. Er führte die Gespräche zur Vereinigung der SDKPiL mit der PPS-Linke (Polska Partia Socjalistyczna – Lewica). Ab 1917 war er Redakteur des Zentralorgans der SDKPiL, Czerwony Sztandar (dt. „Rotes Banner“). Von April bis November 1917 wurde er von den deutschen Behörden in Lagern in Lauban und Havelberg festgehalten.
Auf dem Gründungsparteitag der Kommunistischen Arbeiterpartei Polens (Komunistyczna Partia Robotnicza Polski, KPRP; ab 1925: Kommunistische Partei Polens, Komunistyczna Partia Polski, KPP) im Dezember 1918 wurde er ins ZK gewählt. Im Februar 1920 wurde er verhaftet und inhaftiert. Nach vierzehnmonatiger Haft wurde er aus dem Gefängnis entlassen. Im November 1922 nahm er unter dem Pseudonym Keller als Delegierter der KPRP am IV. Weltkongress der Komintern teil. Auf dem II. Parteitag der KPRP 1923 in Bolschewo bei Moskau wurde Fiedler erneut ins ZK gewählt, jedoch 1924 von diesem Posten abberufen. 1925/1926 arbeitete er bei der Komintern, im März 1925 nahm er unter dem Pseudonym Dżek am V. erweiterten Plenum des EKKI teil. Ab 1926 hielt sich Fiedler in Danzig auf, dem Sitz des Hauptquartiers der KPP im Ausland. Auf dem IV. Parteitag der KPP 1927 wurde er zum Kandidaten des ZK gewählt. Als das Auslands-Hauptquartier 1928 nach Berlin verlegt wurde, übersiedelte Fiedler nach Berlin. Er blieb dort bis zur „Machtergreifung“ Hitlers 1933. Anschließend ging er über Brüssel nach Paris. Fiedler befand sich auch in Paris, als 1938 die KPP durch die Komintern aufgelöst wurde. Seit 1942 lebte er in Grenoble. In Frankreich unterstützte er Flüchtlinge aus dem Spanischen Bürgerkrieg und war aktiv in der Résistance. Er gehörte zu den Organisatoren eines Zirkels der Polnischen Arbeiterpartei (Polska Partia Robotnicza, PPR) in Frankreich. 
1945 kehrte er nach Polen zurück und lehrte Geschichte der Arbeiterbewegung zunächst an der Zentralen Parteihochschule in Warschau (1945–1948) und später an der Universität Warschau (seit 1953 als Professor). 
Er war von 1945 bis 1947 Chefredakteur der kommunistischen Wochenzeitung Trybuna Wolności (dt. „Tribüne der Freiheit“) und von 1946 bis 1952 der theoretischen Zeitschrift Nowe Drogi (dt. „Neue Wege“). Anfang der 1950er Jahre war er an der Ausarbeitung der Verfassung der Volksrepublik Polen beteiligt. Seit 1945 war er Mitglied des Zentralkomitees der PPR bzw. der PVAP. 1952 wurde er in den Sejm gewählt. 
Fiedler beteiligte sich an der Gründung des Historischen Instituts der Polnischen Akademie der Wissenschaften (Polska Akademia Nauk, PAN). Er wurde 1952 ordentliches Mitglied der Akademie und Mitglied des Präsidiums der PAN.

## Wirken als Historiker
Fiedler beschäftigte sich insbesondere mit der Geschichte der Arbeiterbewegung und der Wirtschaftsgeschichte des Mittelalters und der Neuzeit. Er veröffentlichte zahlreiche wissenschaftliche Publikationen, darunter:
- Tło gospodarcze przewrotu majowego (Die wirtschaftlichen Hintergründe des Maiputsches),  1927.
- Luksemburgizm a kwestia chłopska (Luxemburgismus und die Bauernfrage), 1932.
- W sprawie chłopskiej (Im Bauernkrieg), 1933.
- Historyczne znaczenie Konstytucji 3 Maja (Die historische Bedeutung der Verfassung vom 3. Mai), 1945.
- W 28 rocznicę Rewolucji Październikowej (28 Jahre Oktoberrevolution), 1945.
- Za waszą wolność i naszą (dt. Für eure und unsere Freiheit, Berlin 1956), 1946.
- Sto lat « Manifestu Komunistycznego » (100 Jahre Kommunistisches Manifest), 1948.
- Uwagi w sprawie powstania i rozwoju państwa demokracji ludowej (Betrachtungen über die Entstehung und Entwicklung des volksdemokratischen Staates), 1950.

## Auszeichnungen
Fiedler wurde als einer der ersten 1949 mit dem Orden Erbauer Volkspolens ausgezeichnet. Er erhielt zudem den Orden Polonia Restituta (I. Klasse), zweimal den Orden des Banners der Arbeit (I. Klasse) sowie das Grunwald-Kreuz für seine Rolle in der Widerstandsbewegung in Frankreich.